# Trinquet Salvador Sagols

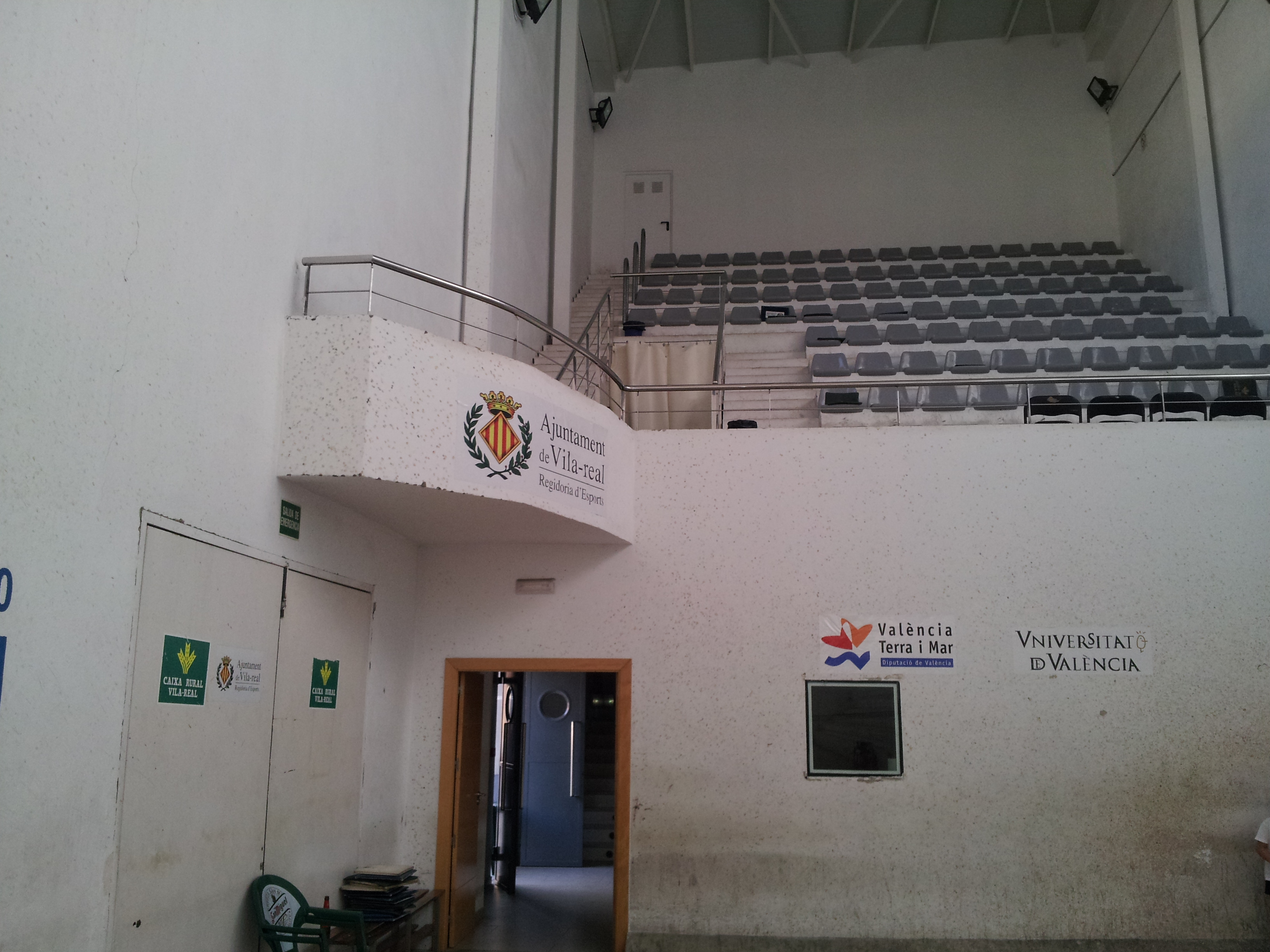
Interior del trinquet Salvador Sagols de Vila-real

El Trinquet Municipal Salvador Sagols és el trinquet de capçalera de Vila-real (Plana Baixa, País Valencià).
Antigament anomenat "de Soriano", fou construït als anys 60 del segle XX i remodelat el 2007 una vegada és propietat municipal. Amb aquesta remodelació rep el nom de Salvador Sagols, pilotaire local de prestigi que jugà als diversos trinquets que a Vila-real existiren, així com als de la resta de la Plana i del País Valencià.
Amb la remodelació, el trinquet de Vila-real ha estat cobert, augmentant el seu aforament fins a 700 espectadors, convertint-se així en un modern trinquet. L'ex-pilotaire Pep Mezquita és l'actual trinqueter i responsable de l'escola de pilota. Dinamitzador de l'activitat al recinte esportiu promoguent partides nocturnes els divendres, a més de les clàssiques dels dimecres i divendres per la vesprada.
A més, el Trinquet Salvador Sagols acull partides oficials d'importants campionats i trofeus com el Circuit Bancaixa o la Copa Diputació de Castelló. També acull un dels campionats estivals de major prestigi, el Trofeu Vila-real CF.